# Habromyia flavifacies
Habromyia flavifacies är en tvåvingeart som beskrevs av Shannon 1927. Habromyia flavifacies ingår i släktet Habromyia och familjen blomflugor. Inga underarter finns listade i Catalogue of Life.